# Jižní Shetlandy
Jižní Shetlandy (anglicky: South Shetland Islands) jsou skupina ostrovů na severozápadě Antarktidy, mezi Antarktickým poloostrovem a Jižní Amerikou. Jsou začleněny do Britského antarktického území (BAT), nejsou trvale obydleny.

## Situace
Souostroví se skládá ze čtyř hlavních skupin tvořených 11 většími a mnoha menšími ostrovy. Jsou zhruba ohraničeny 61° až 63° jižní zeměpisné šířky a 54° až 62° západní zeměpisné délky.

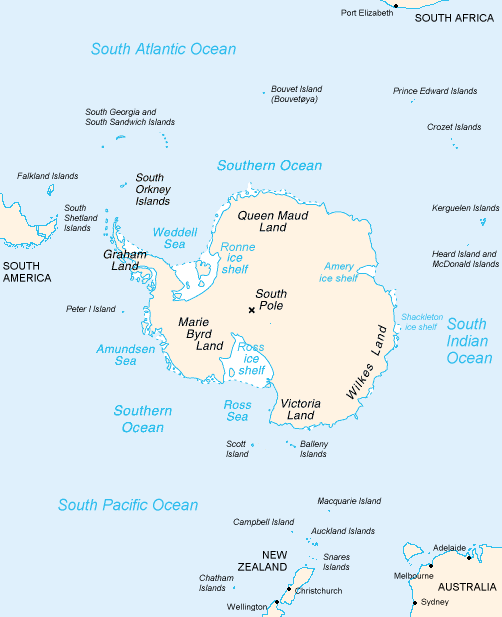
Antarktida a okolní ostrovy

Jižní Shetlandy se pokládají za součást Antarktidy. Ostrovy tvoří asi 540 km dlouhý řetězec, položený přibližně paralelně se severozápadním pobřežím Antarktického poloostrova, od kterého leží na západní, návětrné straně. Jsou od něho odděleny Bransfieldovou úžinou (Bransfield Strait) širokou okolo 120 km a na opačné straně asi 850 km širokým Drakeovým průlivem od Hornova mysu v Jižní Americe.

## Historie
Prvním prokazatelným objevitelem Jižních Shetland byl v roce 1819 britský lovec tuleňů a obchodník William Smith, který 19. února spatřil Livingstonův ostrov (Livingston Island) a při druhé plavbě již přistál 16. října u Ostrova krále Jiřího (King George Island) a prohlásil objevené území za britské teritorium. Zpráva o objevu ostrovů s množstvím tuleňů se brzy rozšířila, k ostrovům se vydalo půl stovky lodí s lovci a během tří sezon byla stáda tuleňů úplně zdecimována.
Následně připlulo britské královské loďstvo pod vedením Edwarda Bransfielda prozkoumat, zda nově objevená místa jsou součást kontinentu nebo jen řetězec ostrovů. Prováděli geografická a magnetická měření, sbírali vzorky hornin a zapisovali počasí. Dne 16. ledna. 1820 spatřil Bransfield Livingstonův ostrov a 22. ledna přistál u Ostrova krále Jiřího a opět vyhlásil toto území za součást britské koruny. Ve svém průzkumu pokračoval až do března a objevil i další ostrovy. Souostroví se nakrátko jmenovalo Nová jižní Británie, ale brzy bylo pojmenováno nynějším jménem.
Mimo lovců tuleňů a občasných pobytů lovců velryb nebývaly ostrovy obydleny. V roce 1915 na Sloním ostrově (Elephant Island) nuceně strávilo 15 ztroskotanců 135 dnů, z havarované lodi Endurance Shackletonovy výpravy, než dorazila pomoc. Dále v roce 1921 bylo přinuceno 11 námořníků ze ztroskotané lodě Lord Melville přečkat na Ostrově krále Jiřího tamní zimu, bylo to prvé přezimování v Antarktidě. V létech 1912 až 1931 byla na ostrově Deception (Deception Island) po dobu lovné sezony v provozu velrybářská stanice. Lidé začali na souostroví přebývat, aspoň přechodně, až se vznikem výzkumných polárních stanic.

## Politické poměry

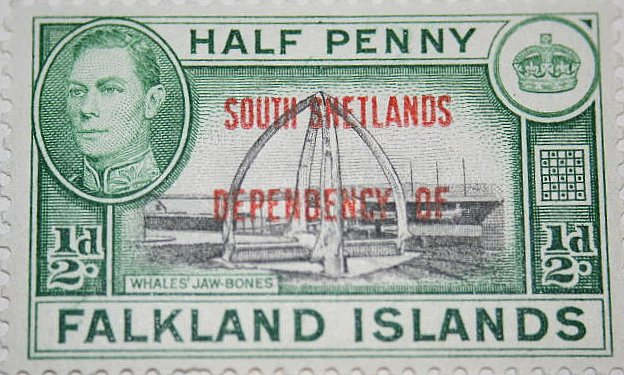
Poštovní známka z roku 1944

Při dělení Antarktidy mezi námořní mocnosti si jako jedna z prvých nárokovalo Spojené království Velké Británie a Irska pro sebe část Antarktidy (sektor), do níž mj. spadaly Jižní Shetlandy a Jižní Orkneje, spravované od roku 1908 z Falklandských ostrovů jako jejich dependence. 
V roce 1940 vznesly na části britského sektoru nároky Argentina a Chile, obě země prohlásily tuto oblast za součást svého území.
V roce 1962 bylo zřízeno Britské antarktické území, jehož součásti se Jižní Shetlandy staly. Britské antarktické území (BAT) bylo až do roku 1989 řízeno vysokým komisařem z Falkland, pak přešlo pod přímou správu britského Ministerstva zahraničí (Foreign and Commonwealth Ofﬁce) v Londýně.
Jižní Shetlandy leží jižně od 60. rovnoběžky a proto se na ně vztahuje platnost tzv. Smlouvy o Antarktidě  Archivováno 27. 1. 2012 na Wayback Machine. která mj. stanoví, že po dobu smlouvy bude sice platit politické rozdělení Antarktidy podle stavu z roku 1959, ale zároveň bude dočasně pozastaveno uplatňování vlastnických práv.

## Geologie

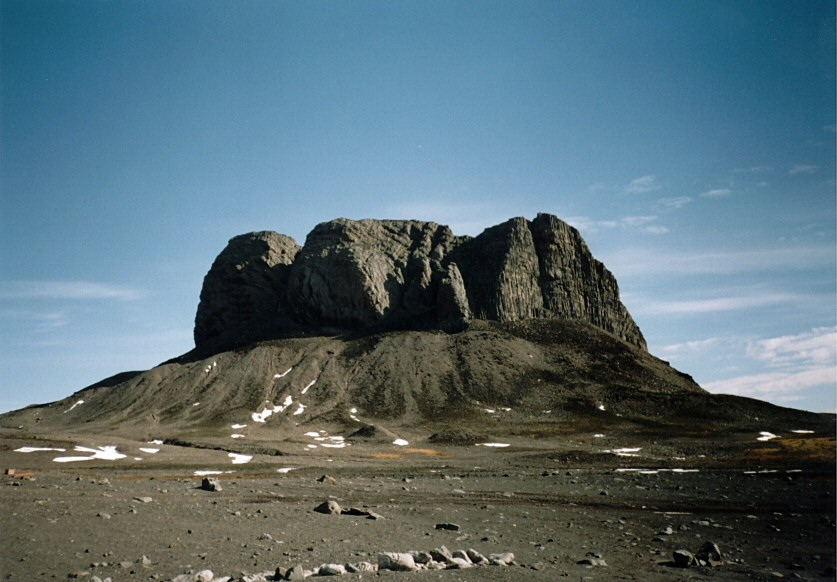
Sopečný vrch Tři Bratři (Three Brothers Hill) na ostrově Krále Jiřího

Většina ostrovů je sopečného původu, jsou součásti podmořského horského hřbetu spojujícího Jižní Ameriku s Antarktidou. Toto území bylo tektonicky přetvářeno od jury po paleogén, jednotlivé části se vynořovaly a postupně zase mizely pod hladinou. Na některých ostrovech jsou stále aktivní sopky, např. na Bridgeman Island, Deception Island a Penguin Island. V okolí ostrovů probíhají častá podmořská zemětřesení, poslední bylo 15. ledna 2012 s hodnotou 6,6 Richterové stupnice v hloubce 10 km.
Zajímavá situace je na ostrově Deception, více než z poloviny zaledněném, kde je zatopená kaldera (8 x 5 km veliká) spojena úžinou s volným mořem. Ze dna stále vyvěrají horké prameny a v místech míšení s mořskou vodou jsou vhodná místa ke koupání. Je to oblíbená zastávka při okružních výletních plavbách po Antarktidě. Poslední sopečná erupce tam byla v roce 1970, k vůli jejímu možnému opakování byla na ostrově zrušena i vědecká stanice.

## Podnebí

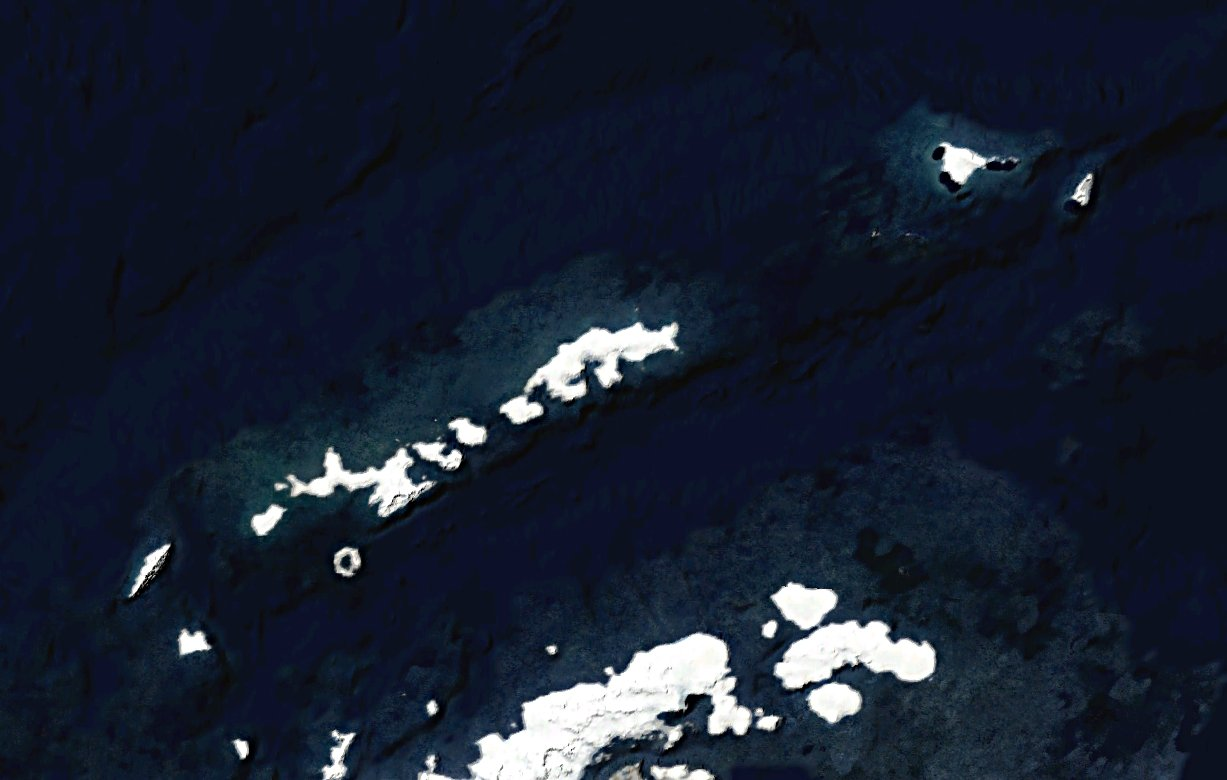
Satelitní snímek Jižních Shetland

Ostrovy jsou od rovníku vzdáleny téměř stejně jako Faerské ostrovy na severní polokouli, ovšem na Jižních Shetlandách je podnebí v důsledku blízkosti antarktické konvergence a samotné Antarktidy nepoměrně chladnější. Vliv Jižního oceánu způsobuje malé rozdíly teplot mezi zimou a létem, ve srovnání s Antarktidou je tedy místní podnebí celkově mnohem mírnější. V době od dubna do října bývá moře okolo ostrovů zamrzlé a průměrná teplota na ostrovech je -5 °C a naopak v tamním létě není průměrná teplota vyšší než +1,5 °C. Počasí tam nebývá stabilní, rychle se mění, často je zataženo se sněhovými i dešťovými srážkami. Téměř po celý rok tam vanou silné západní větry.
Ostrovy jsou téměř z 80 % trvale pokryty ledovci nebo zasněžené, jejich rozsah se však důsledkem globálního oteplování měřitelně zmenšuje. Holá zůstávají převážně místa okolo mořského pobřeží[zdroj?].

## Ostrovy
Ostrov krále Jiřího o výměře 1384 km² je největším ostrovem. Dále následují (ty větší):
| Livingston Island – 974 km² | Low Island – 181 km²       |
| Elephant Island – 558 km²   | Greenwich Island – 174 km² |
| Smithův ostrov – 206 km²    | Clarence Island – 162 km²  |
| Nelsonův ostrov – 192 km²   | Snow Island – 154 km²      |
| Robert Island – 186 km²     | Deception Island – 72 km²  |

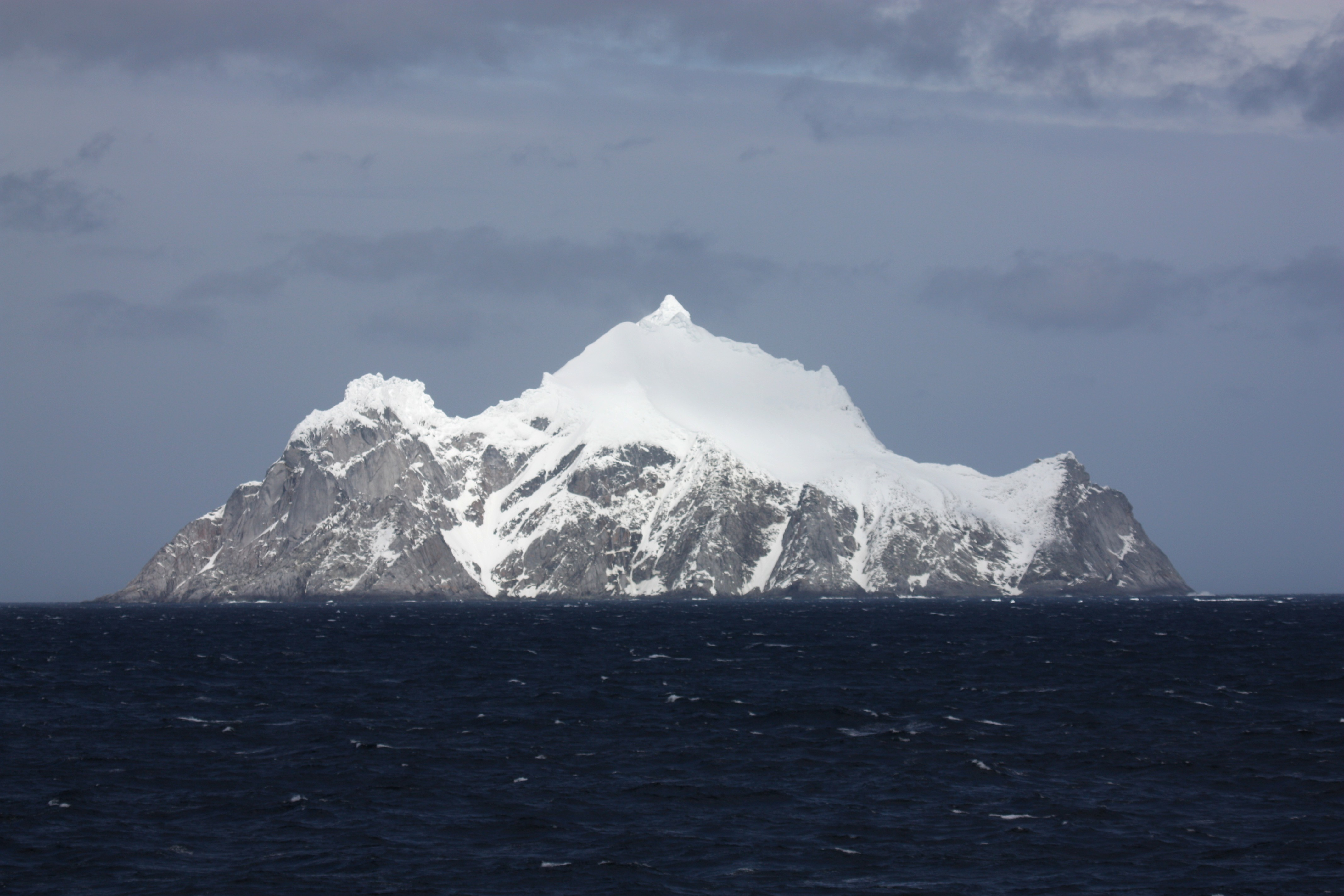
Cornwallis Island
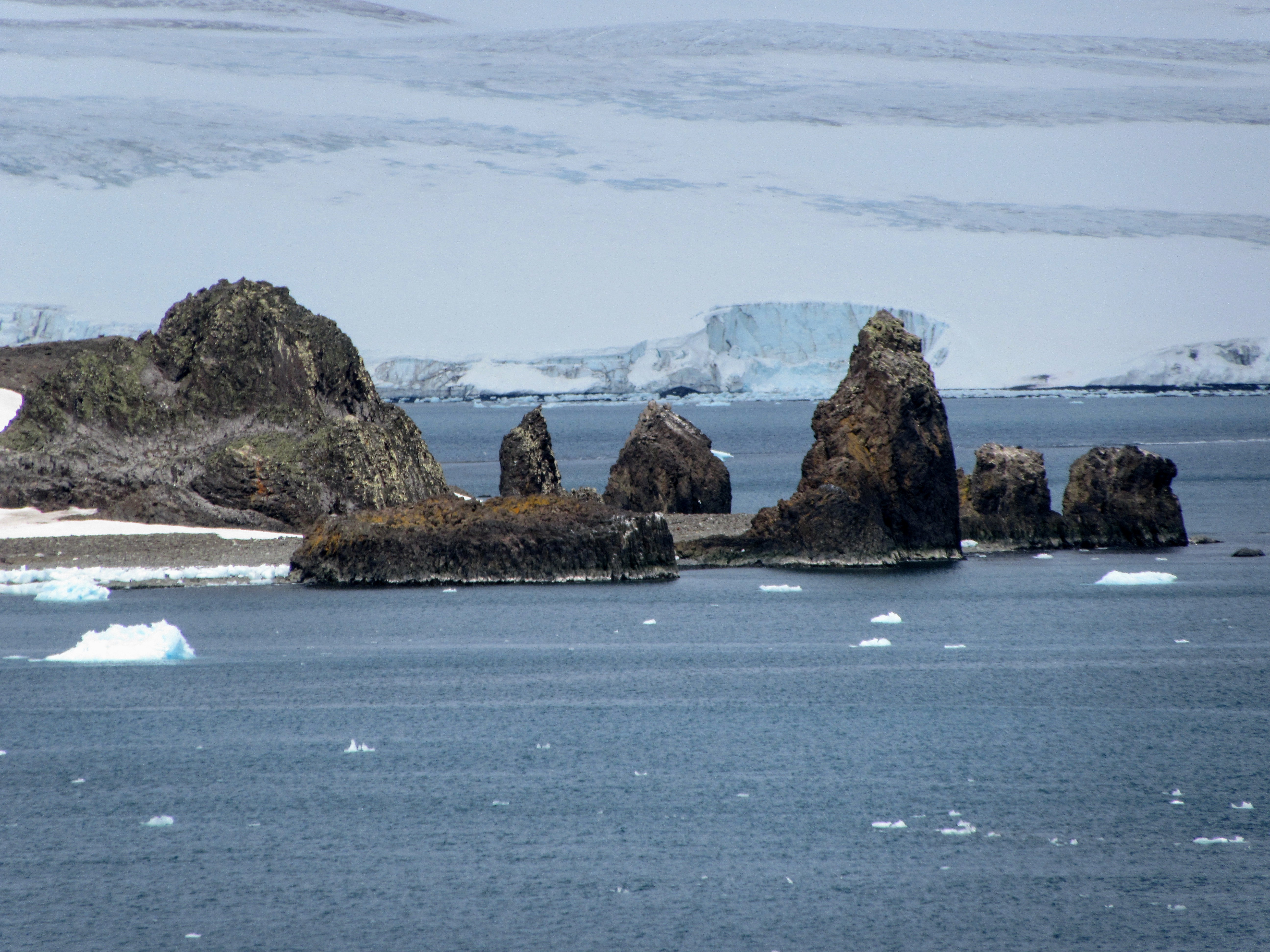
Zátoka Admirality Bay na ostrově Krále Jiřího
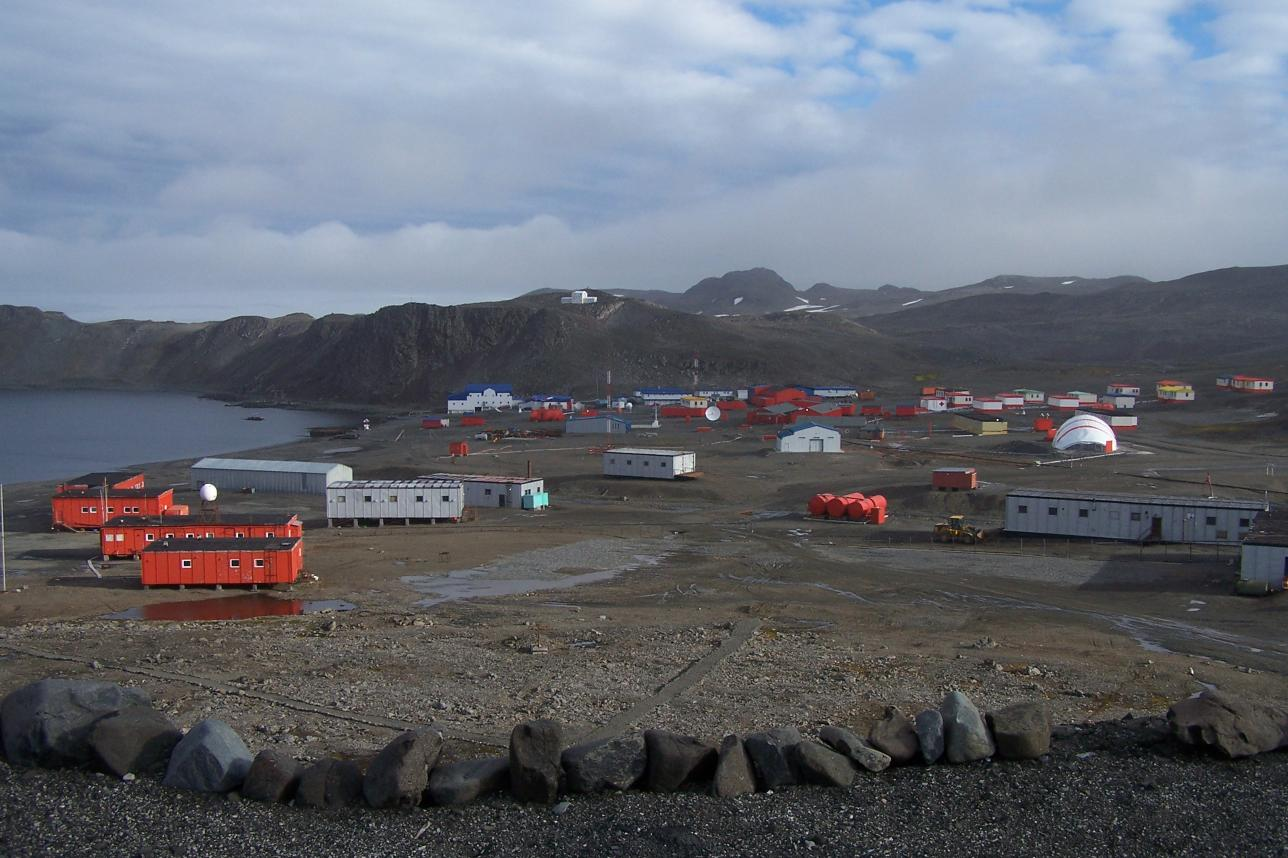
Bellinghausenova stanice - ruská vědecká stanice na ostrobvě Krále Jiřího
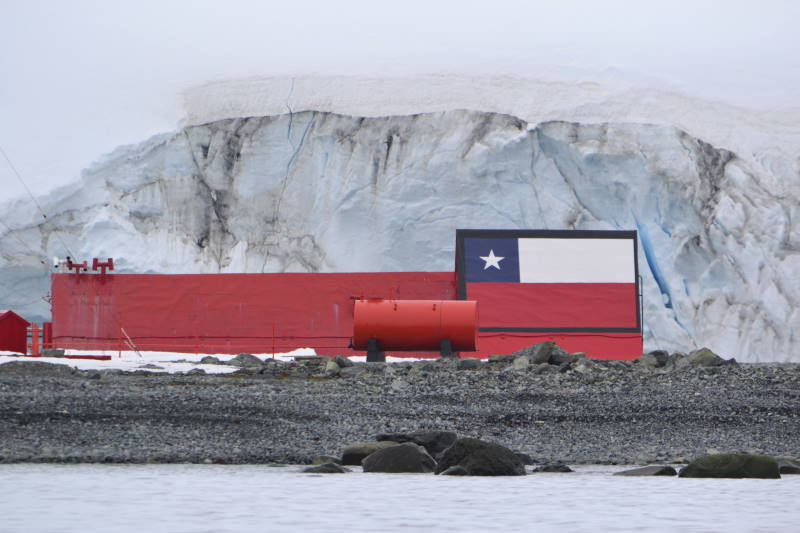
Chilská stanice, zátoka Discovery Bay, Greenwich Island
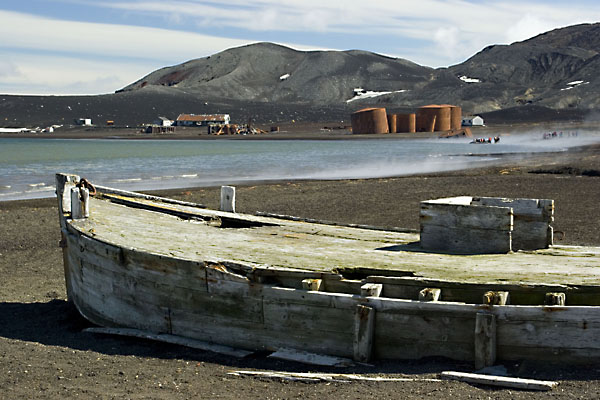
Deception Island, zátoka Whalers Bay
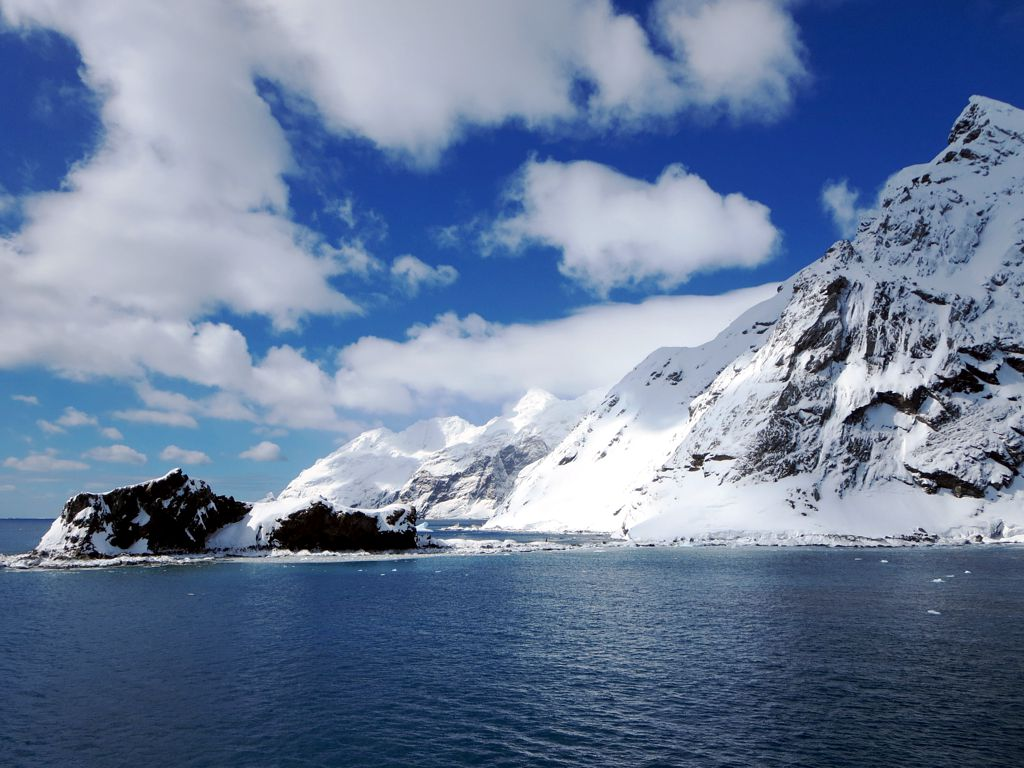
Point Wild, Elephant Island
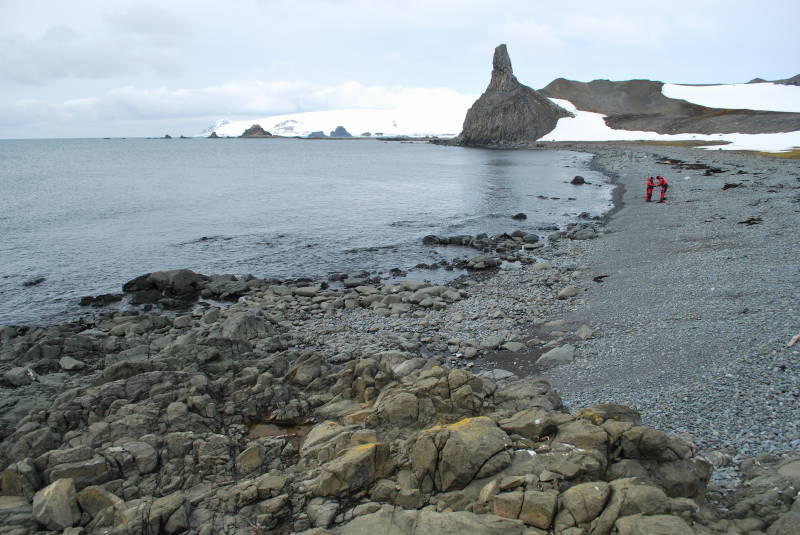
Dee Island
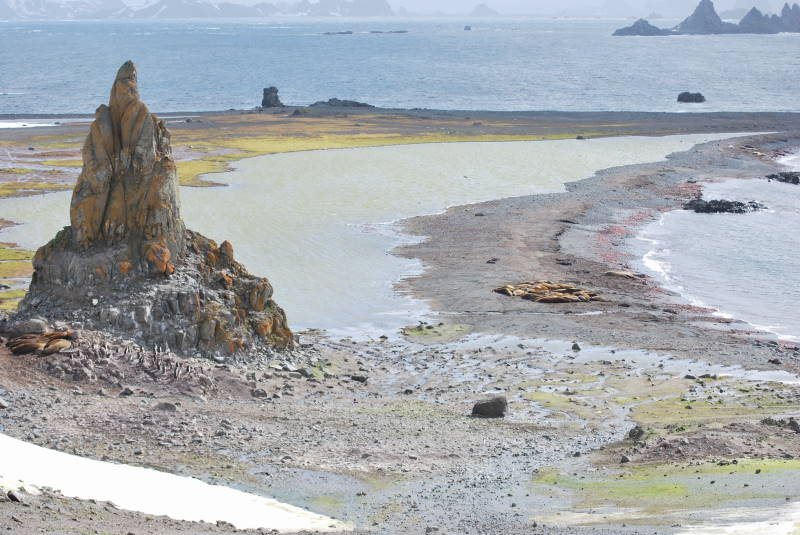
Barrientos Island
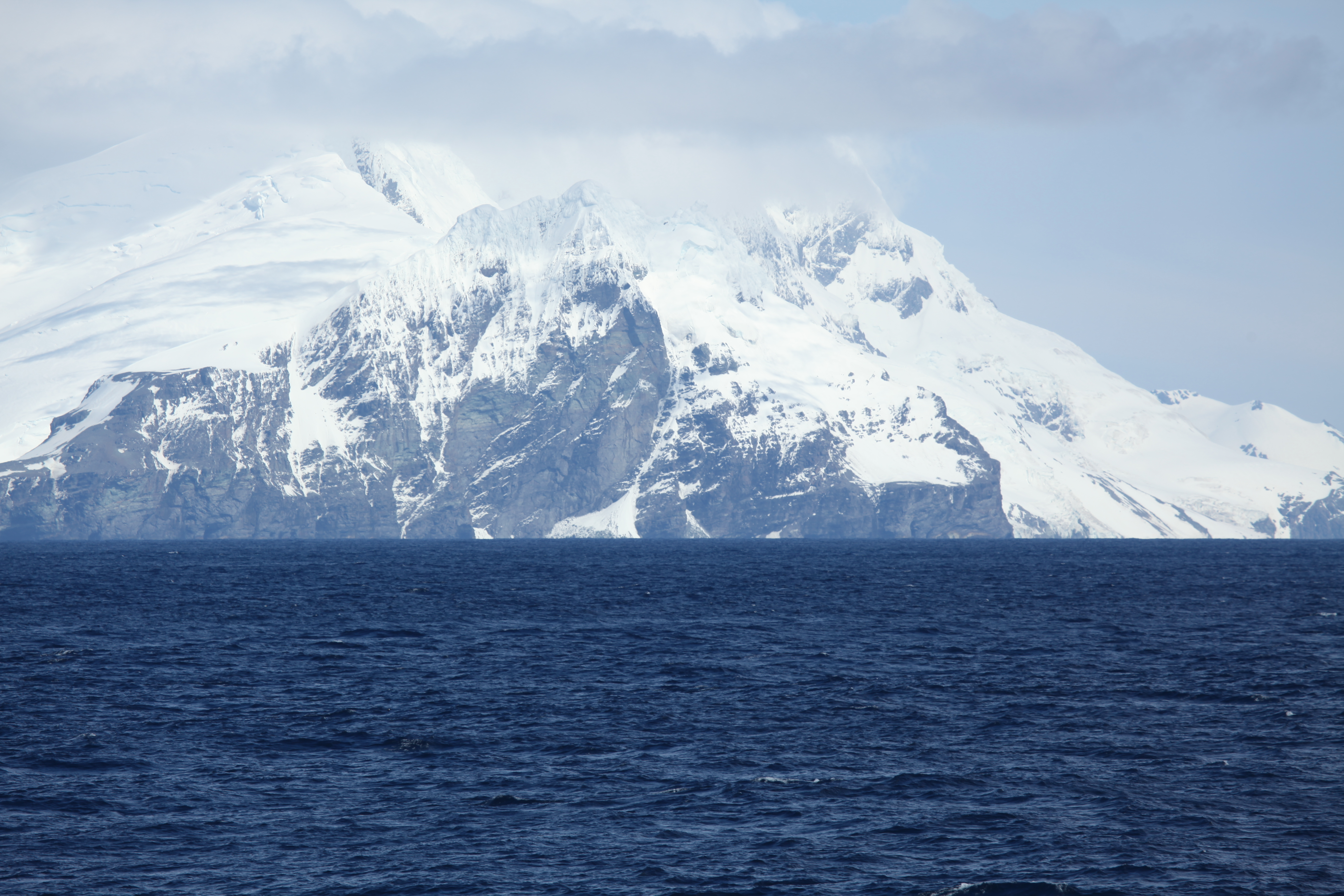
Clarence Island
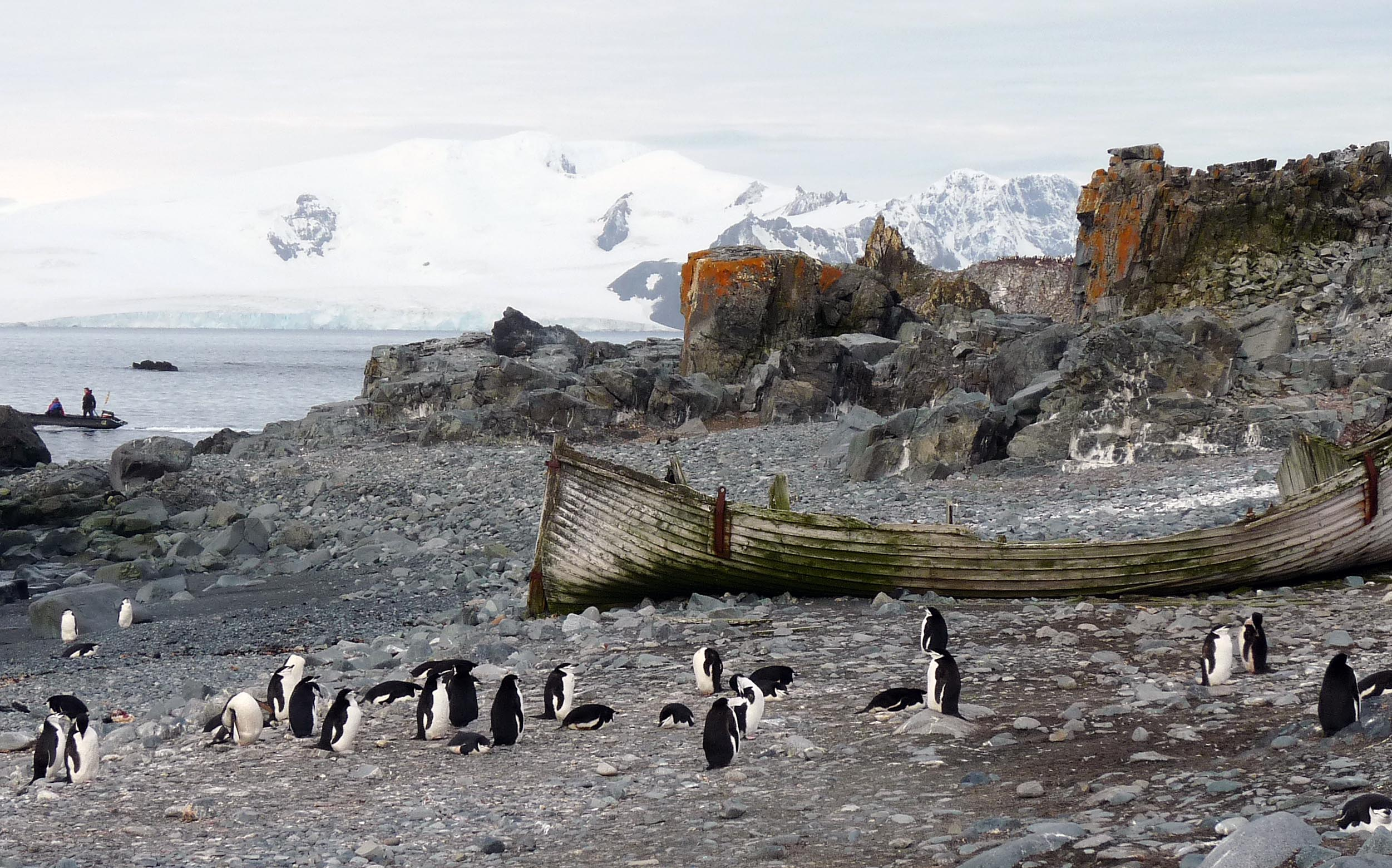
Half Moon Island

## Flora a fauna
Tvrdé klimatické podmínky jsou pro život nepříznivé, vydrží tam přežívat jen ti nejodolnější jedinci. Na ledu prostých místech vyrůstají hlavně mechorosty (játrovky a mechy), lišejníky, řasy a houby (převážně vřeckovýtrusné). Z krytosemenných rostlin na zvlášť klimaticky příznivých oázách vyrůstá tráva metlice antarktická (Deschampsia antarctica) a bylina z čeledě hvozdíkovitých Colobanthus quitensis.
Ze živočichů tam žije něco málo hmyzu, většinou jen komáři, pakomáři a péřovky, věrní parazité ptáků. Na ostrovech pobývají hlavně hnízdící ptáci, kteří se vracejí do tradičních hnízdišť, mnohdy ve velkých množstvích. Jsou to: tučňáci, buřňáci, buřňáčci, chaluhy, kormoráni, ostralky, racci, rybáci a štítonosi.
Na pobřežích ostrovů znovu začínají vyvádět svá mláďata lachtani antarktičtí, tuleni krabožraví, tuleni leopardí, tuleni Rossovi, tuleni Weddellovi a rypouši sloní. Suchozemští savci tam nežijí. Okolí ostrovů je, díky velké úživnosti Jižního oceánu, bohaté na mnohé vodní živočichy, počínaje krilem a konče velrybami.

### Vzácné druhy

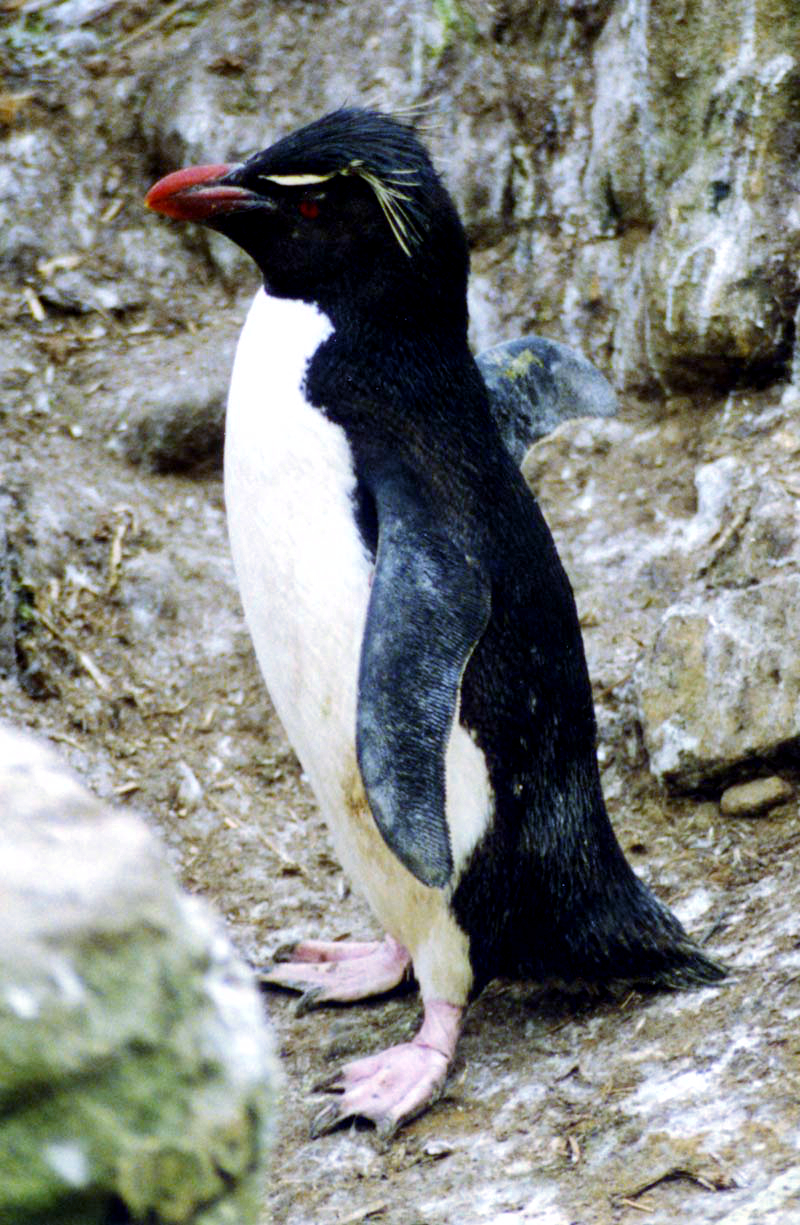
Tučňák skalní
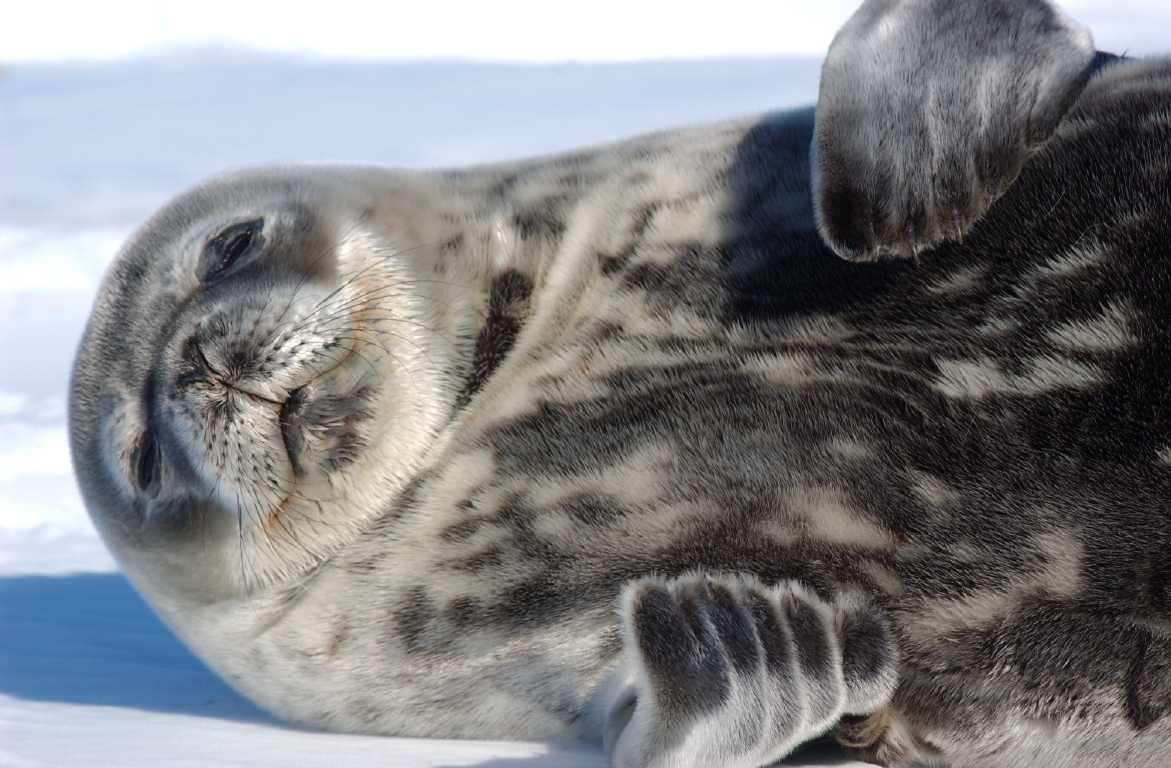
Tuleň Rossův
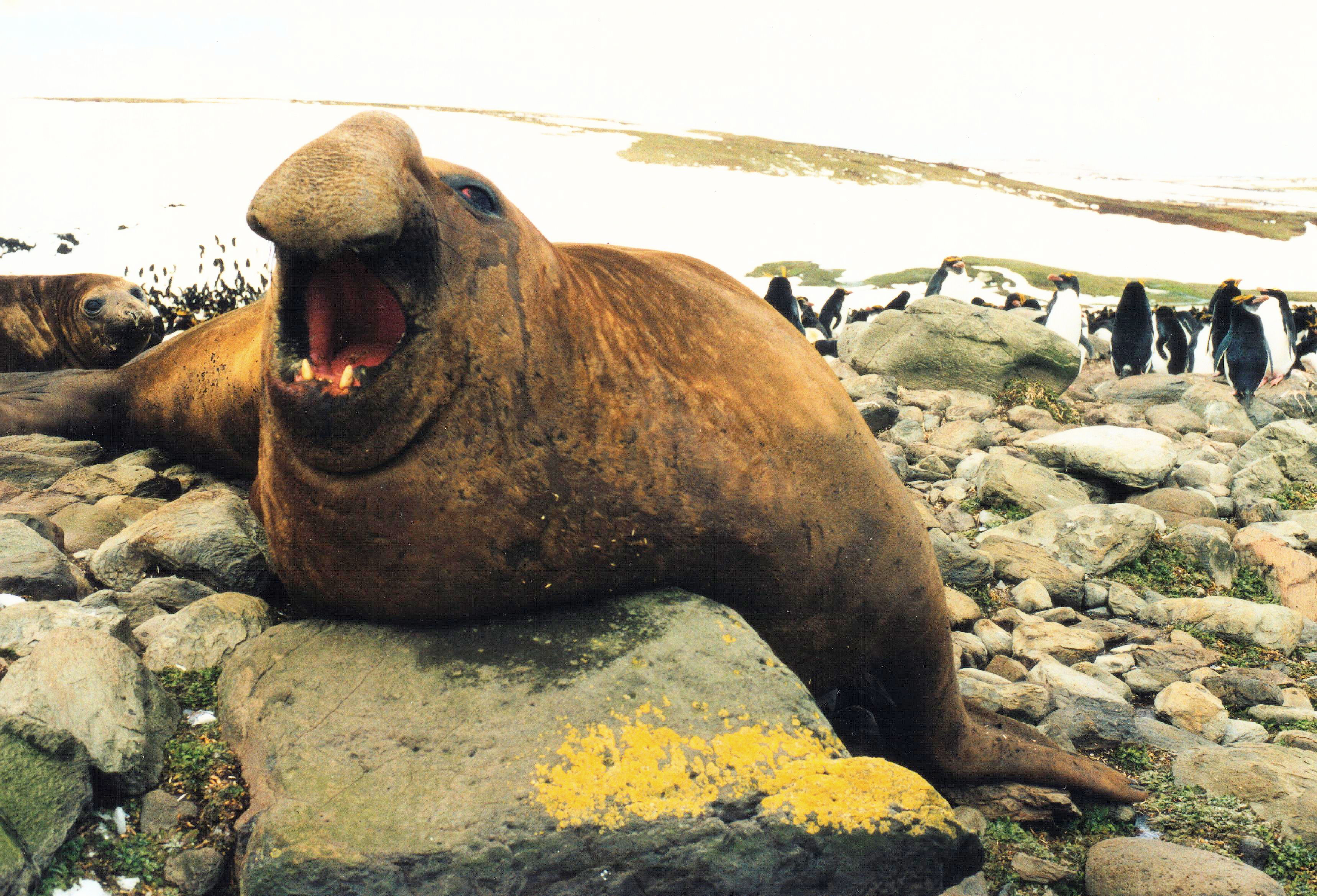
Samec rypouše sloního
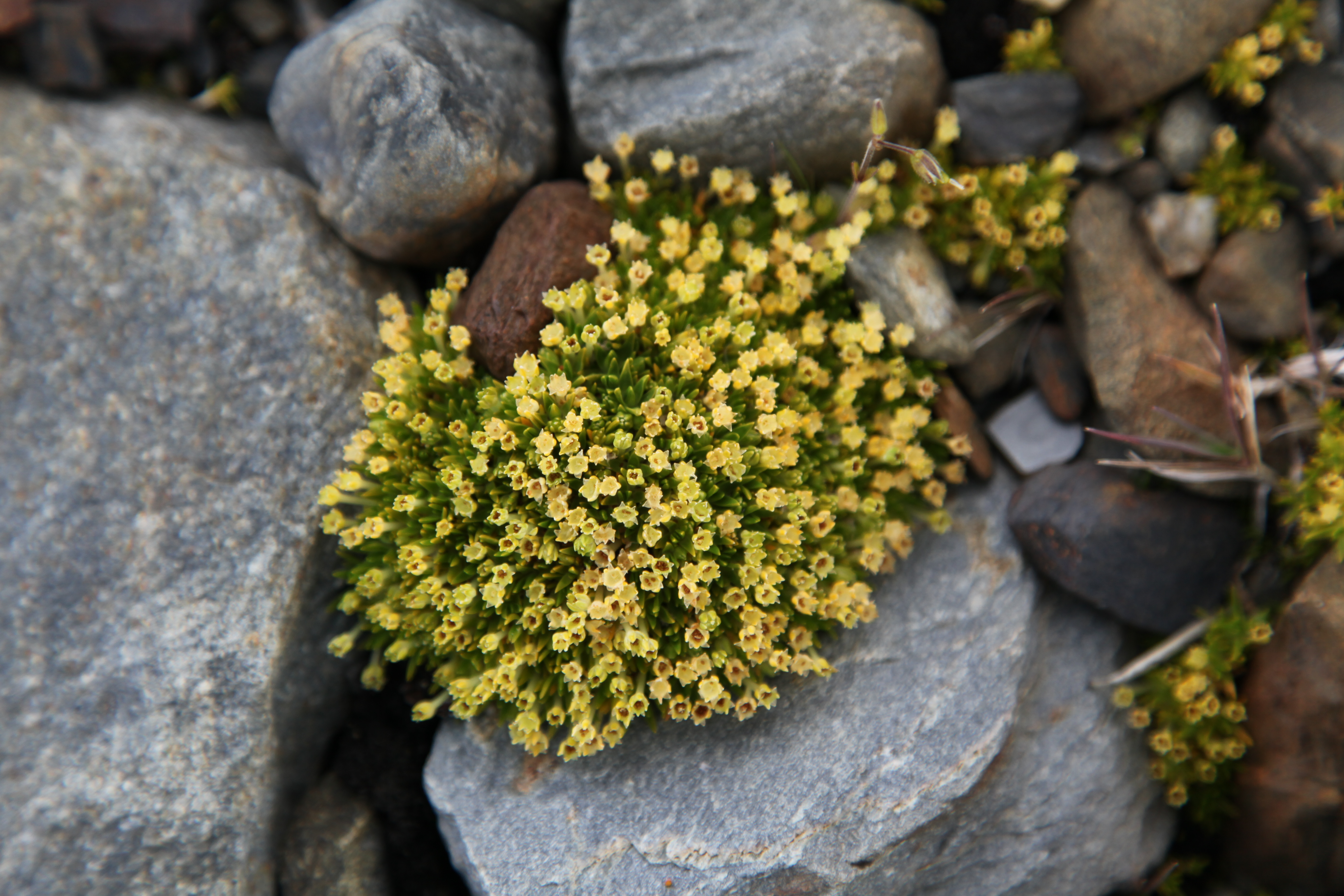
Colobanthus quitensis

## Lidé

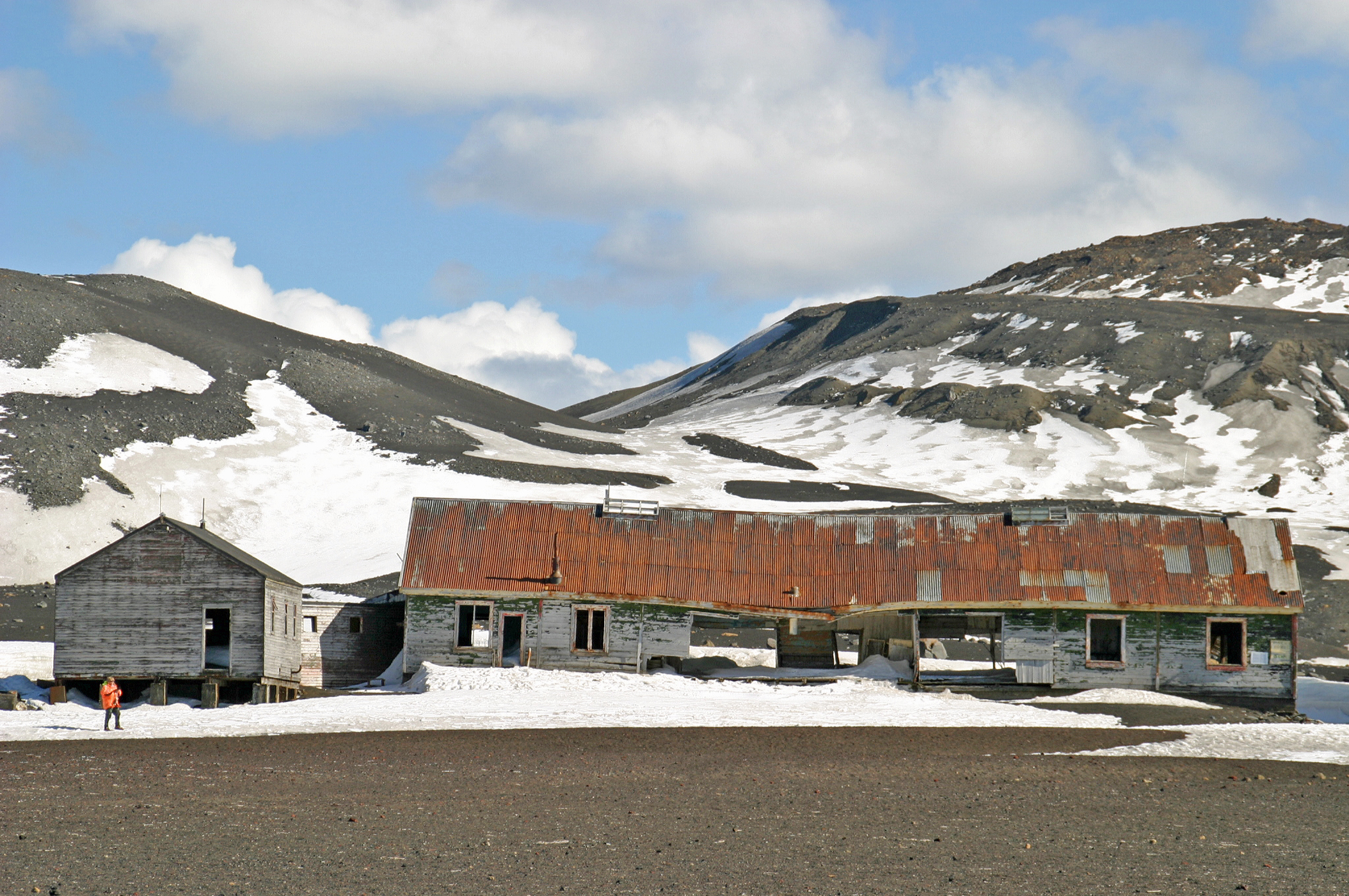
Deception Island: britská vědecká stanice, poničená sopečnou erupcí v roce 1970

Přestože celé souostroví nemá trvalé obyvatele, je tam hlavně v období tamního léta, poměrně rušno. Mnoho zemí tam zbudovalo polární výzkumné stanice, např. Argentina, Bulharsko, Brazílie, Chile (3), Čína, Ekvádor, Jižní Korea, Peru, Polsko, Rusko, Španělsko (2), Uruguay, USA. Stanice jsou dostupné po moři asi jen 5 až 6 měsíců v roce, jinak lze za příhodného počasí doletět na největší ostrov King George Island z Argentiny.
Do obliby se dostalo také cestování lodí do Antarktidy, kdy se v listopadu až březnu pořádají okružní plavby spojené s pozorování tamní zvířeny a dokonce s výstupem na pevninu. Výletní lodě vyplouvají z argentinského přístavu Ushuaia na jedno až dvoutýdenní vyjížďky. V poslední době se promýšlí regulace této narůstající turistiky tak, aby nerušila zvířata při hnízdění.

## Poštovní známky

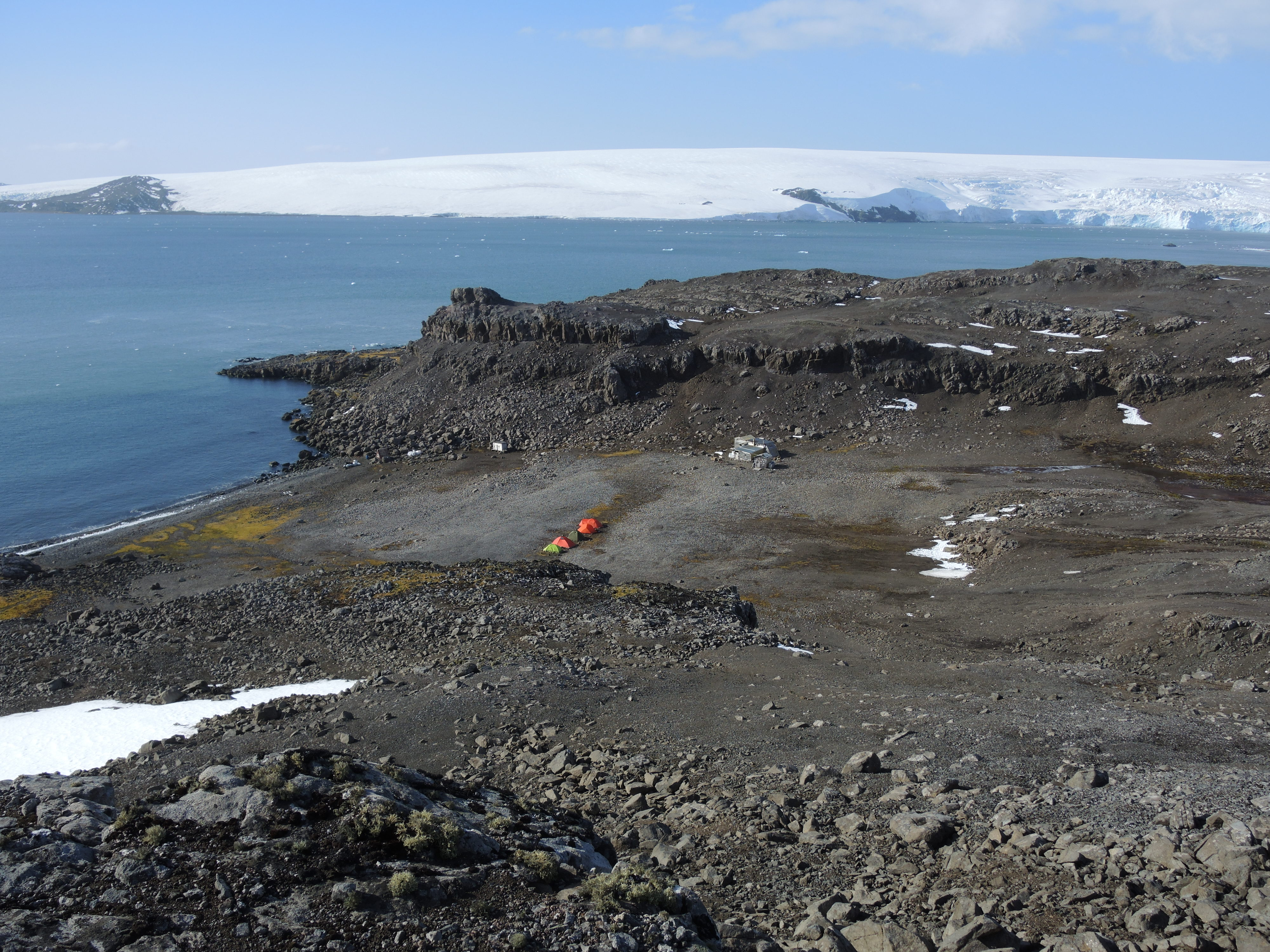
Stanice Eco-Nelson, únor 2019

V roce 1944 byla vydána jedna edice známek Falklandských ostrovů s přetiskem SOUTH SHETLANDS/DEPENDENCY OF. Od roku 1946 zde platily známky Falklandských dependencí a od roku 1963 známky Britského antarktického území.

## Eco-Nelson
Na ostrově Nelson je trvale obydlená česká soukromá polární stanice Eco-Nelson kterou vybudoval v roce 1988 Jaroslav Pavlíček. Stanice se nachází na závětrném nezaledněném místě vzdáleném od pobřeží cca 300 m, bývá obývána až 7 lidmi. Zabývá se studiem přežití v extrémních podmínkách a ekologií. Vybraní účastnící, nejen z České republiky, si cestu i pobyt hradí ze svého. Na stanici mj. pobyl i kytarista Lubomír Brabec, který zde provedl prvý koncert vážné hudby v Antarktidě.